# Paraliparis coracinus
Paraliparis coracinus és una espècie de peix pertanyent a la família dels lipàrids.

## Descripció
- La femella fa 17 cm de llargària màxima.
- Nombre de vèrtebres: 62.[5]

## Hàbitat
És un peix marí i batidemersal que viu entre 1.175 i 1.205 m de fondària al talús continental.

## Distribució geogràfica
Es troba a l'Índic oriental: Austràlia Meridional.

## Costums
És bentònic.

## Observacions
És inofensiu per als humans.